# Som tam

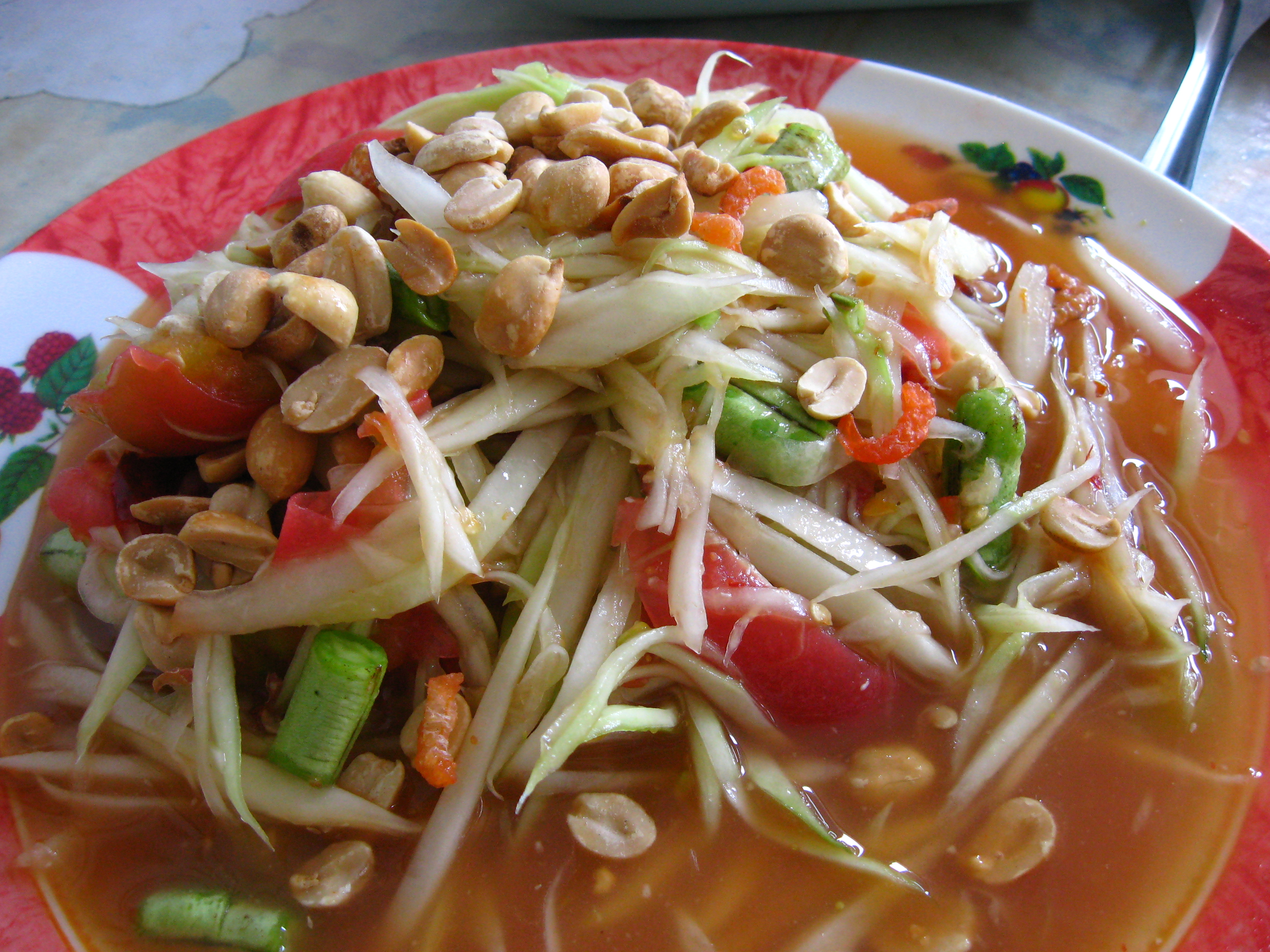
Som tam, salát z nezralé papáji

Som tam je pálivý salát z nezralé papáji, který je mezinárodně známý pod svým thajským názvem som tam (ส้มตำ), kde "som" znamená kyselý a "tam" utlouci. V Laosu je označován jako tam som (laoština: ຕໍາສົ້ມ), v Kambodži bok l'hong (khmerština: បុកល្ហុង, ) a ve Vietnamu goi du du.

## Původ
Salát z nezralé papáji má původ v Laosu a do středního Thajska se dostal díky laoským dělníkům, kteří tam přišli za prací.

## Příprava

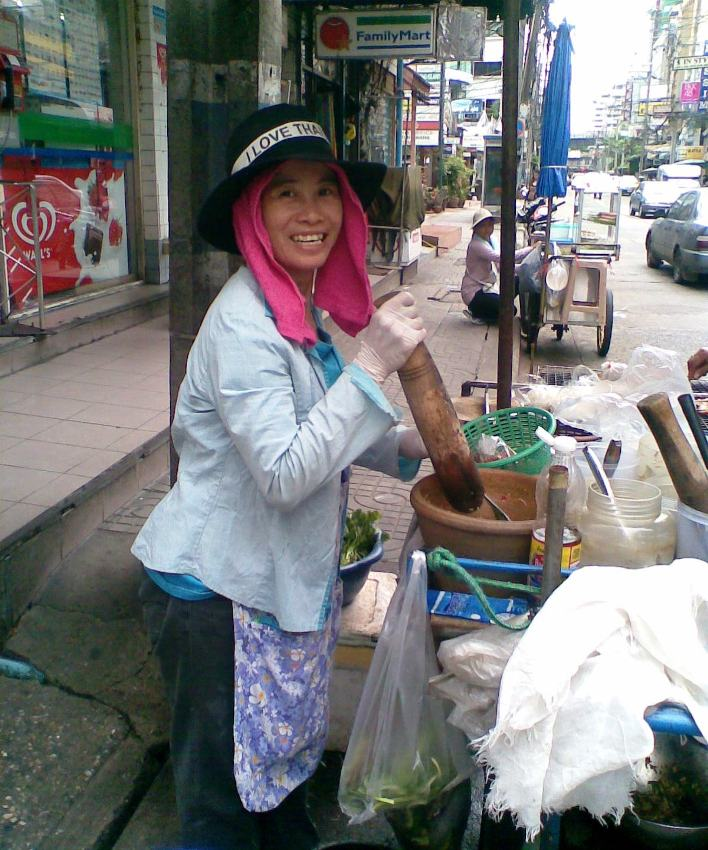
Příprava salátu Som tam

Nezralá papája je nakrájena na nudličky a spolu s dalšími ingrediencemi je přidána do hmoždíře. V Thajsku bývá zvykem, že si zákazník sám určí, jaké chuťové kombinaci dává přednost. Mezi dalšími surovinami používanými k přípravě salátu som tam bývá chilli, limetka, cukr, sůl, česnek, rybí omáčka, sušené krevety, krevetová pasta, solený sladkovodní krab, rajčata, zelené fazolky, thajský lilek a směs fermentované rybí pasty a rýžové mouky.

## Variace
Existují různé obdoby salátu, světově nejznámější jsou variace bez kraba, které bývají méně pálivé, sladší a s přidanými arašídy. Někdy se místo papáji používá též ovoce, pomelo, či nezralé mango a banán. Ve středoevropských podmínkách se místo nezralé papáji může s úspěchem použít okurka, kedlubna, či ředkev.